# Umar Khan
Umar Khan (n. Lahore, 7 de junio de 1982). Conocido como Umar Khan, es un actor, doble y coreógrafo de lucha.

## Biografía
Umar Khan nació el 7 de junio de 1982 en Lahore, también conocida como el corazón de Pakistán, la ciudad más grande de Pakistán al oeste del borde con India.
El padre de Umar era un empleado público de alto calibre en Pakistán pero a causa de la dictadura militar, decidió irse de su país y abandonar su carrera en el 1984 eligiendo Suecia para criar a sus hijos en un país pacífico y de justicia en un ambiente democrático. Umar tenía solo dos años cuando el llegó al aeropuerto de Arlanda en Suecia, para comenzar su nueva vida en una de las más pacíficas y conocidas ciudades de Europa: Estocolmo, la capital de Suecia.

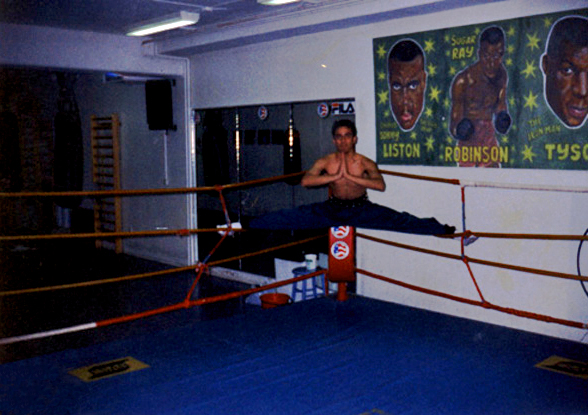
Khan en 1996.

El padre de Umar era exigente en la crianza de sus hijos y deseaba que tuviesen una carrera, lo que había sido normal en su familia en Pakistán. Pero Umar, desde pequeño, era más inclinado a la actividad física y se dedicaba al fútbol, tenis, squash y también era buen nadador. En su niñez él solía preparar sus propios monólogos, disfrazarse e interpretar pequeñas piezas teatrales para su familia y amigos.
A la edad de 7 años Umar descubrió al legendario Bruce Lee y las artes marciales, lo cual se convirtió en su pasión de por vida. Por aquel entonces comenzó a imitar los diferentes movimientos de las artes marciales de las películas famosas y empleó la mayor parte de su tiempo descubriendo nuevas habilidades y técnicas en la misma dirección.
La mayoría de los estudiantes de las Escuelas a las que él asistió conocían su pasión por las artes marciales, trabajos escritos que él realizó con sus compañeros contienen alusiones de lucha que más adelante usaría para llevar a cabo pequeñas actuaciones en la escuela.
Umar también realizó secuencias de artes marciales en algunas películas durante su adolescencia, secuencias diseñadas por él y sus amigos. De pura casualidad, el conserje de la escuela, que era un maestro de las artes marciales, vio una de las películas de Umar y poco después se convirtió en su profesor de artes marciales.
La persona que más influyó en Umar fue su segundo profesor, que era un actor de acción y coreógrafo chino. Su profesor permitió a Umar descubrir un nuevo lado de las artes marciales y del cine asiático.

## Carrera

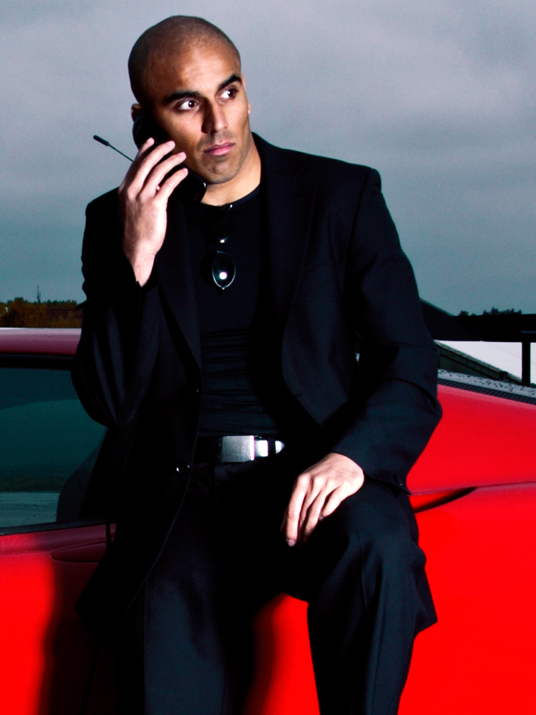
Khan en 2005.

A la edad de 16, Umar decidió empezar su carrera como doble en el cine, una carrera completamente desconocida para su familia. Él consiguió su primer trabajo en una cadena de televisión líder en Suecia. Desde entonces le han ofrecido muchos papeles en diferentes producciones.
Por sus exóticas características, además de su interpretación y papeles como doble, le han ofrecido mucho trabajos como modelo. Su debut en la moda fue cuando apareció en la portada de una de las revistas de fitness más populares de Escandinavia. En palabras de los directores, “….Su aspecto duro es perfecto para el papel, ideal en pantalla.”
Umar ha estado siempre fascinado por las capacidades físicas y ha querido siempre conseguir el máximo provecho de ellas. Por esta razón Él busca y acepta todos los retos en deportes extremos y, del mismo modo participa activamente en diez diferentes tipos de deportes extremos y siempre consiguiendo sobresalientes marcas. Él es consciente de los riesgos y peligros de su profesión, por esa razón siempre se prepara al máximo y cree que su trabajo exige un entrenamiento extremo.
Su exótica apariencia y amplia habilidad como doble le hace ser uno de los más buscados dobles y modelos del momento. Su próxima meta es hacerse un hueco como actor de acción en la industria del cine asiático.

### Artes Marciales

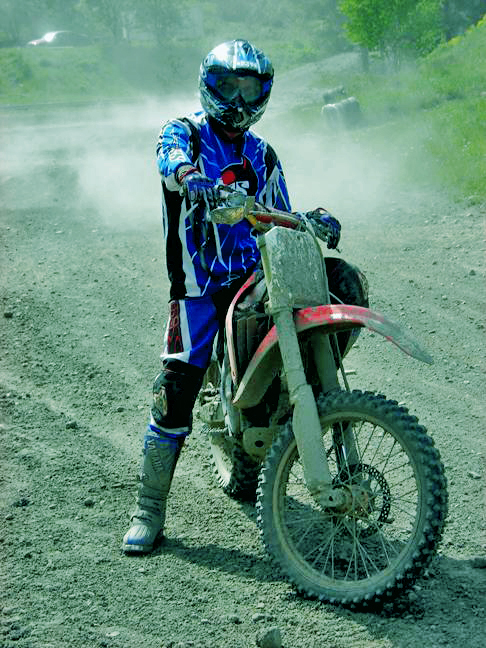

## Habilidades

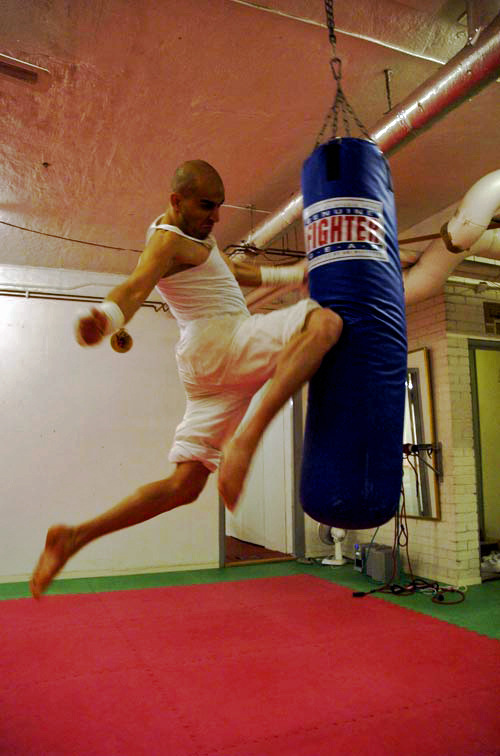

| - Boxeo - Taekwondo - Muay thai - Jiu-jitsu brasileño - Capoeira - Kung-fu - Wing Chun | - Gimnasia - Parkour - Paracaidismo - Buceo - Escalada - Snowboarding - Automovilismo - Motociclismo de velocidad - Rally - Motocross - Moto de agua - Motonieve |

## Filmografía

### Película
| Año  | Título       | Papel         | Compañía                |
| 2003 | Tur & Retur  | TV4 Gladiator | Filmlance International |
| 2005 | Carambole    | Policía       | SF                      |
| 2006 | Bella & Real | Doble         | Manus AV-produktion     |
| 2007 | Gangster     | Guardia       | Isis Cataegis Pictures  |

### Televisión
| Año  | Título               | Papel            | Compañía         |
| 2002 | Efterlyst            | Combatiente      | STRIX Television |
| 2002 | Efterlyst            | Gánster          | STRIX Television |
| 2003 | Efterlyst Special    | Sospechoso       | STRIX Television |
| 2003 | Cleo                 | Hombre en barra  | SVT              |
| 2003 | S.P.U.N.G 2          | Estudiante       | SVT              |
| 2004 | Efterlyst            | Ladrón del coche | STRIX Television |
| 2007 | I huvudet på Gynning | Umar Khan        | MTV Mastiff      |

### Película Corto
| Año  | Título       | Papel       | Compañía        |
| 2005 | Ghetto Rules | Combatiente | PoC Productions |

### Comercial
| Año  | Título                         | Papel    | Compañía      |
| 2005 | Idol 2005                      | Boxeador | TV4           |
| 2007 | Integrated Communication Suite | Simon    | Sony Ericsson |

### Vídeo de la Música
| Año  | Artista             | Título           | Papel       |
| 2002 | Emerson             | Back Off         | Gánster     |
| 2002 | Unlima              | N Say Love       | Acróbata    |
| 2003 | Cee Rock "The Fury" | Anderson Iz Nice | Combatiente |
| 2007 | Fjärde Världen      | Ingenting        | Asesino     |

### Revistas
| Año  | Revista          | Artículo                 | Publicado |
| 2004 | Fighter Magazine | Nordic Action Stunt Team | Agosto    |
| 2004 | Fitness Magazine | Master Cup               | Diciembre |
| 2006 | M3 Digital World | Samsung Mobile           | Octubre   |
| 2006 | M3 Digital World | Sony Ericson Watch       | Noviembre |
| 2007 | Friskispressen   | Front cover              | Mayo      |
| 2008 | Kamera & Bild    | Photo contest            | Marzo     |